# Мшана (Тернопільський район)
Мшана́ — село в Україні, у Зборівській міській громаді Тернопільського району Тернопільської області. Розташоване на північному заході району. До 2016 підпорядковане Ярчовецькій сільраді. 

## Історія
Власником села був князь Семен Данилович Збаразький — найстарший син батька.
Наступна писемна згадка — 1593 року.
1904 року внаслідок пожежі у Мшані згоріло близько половини будівель.
За часів Австро-Угорщини діяли товариства «Просвіта», «Луг», «Сільський господар», «Рідна школа», кооператива.
1 січня 1926 р. із сільської гміни (самоврядної громади) Мшана Зборівського повіту вилучена територія розпарцельованого (розділеного) фільварку «Мшана» і з неї утворено самостійну гміну Конопниця.
1 серпня 1934 року села Мшана і Конопниця увійшли до об'єднаної гміни (рівнозначна волості) Богданівка.
12 червня 2020 року, відповідно до розпорядження Кабінету Міністрів України № 724-р «Про визначення адміністративних центрів та затвердження територій територіальних громад Тернопільської області» увійшло до складу Зборівської міської громади.
19 липня 2020 року, в результаті адміністративно-територіальної реформи та ліквідації Зборівського району, село увійшло до складу Тернопільського району.

## Релігія
Є церква святого Юрія (1906, мурована).

## Пам'ятки
Насипана могила на місці поховання 5-х січових стрільців.

## Соціальна сфера
Працює бібліотека.
Населення — 154 особи (2001).
У 1939 році в селі Мшана проживало 920 мешканців (910 українців-греко-католиків і 10 українців-латинників), у селі Конопниця проживало 160 мешканців (50 українців-греко-католиків і 110 польських колоністів міжвоєнного часу).

## Відомі люди

### Народилися
- Демчук Володимир Осипович (1922—2005) — вояк дивізії «Галичина», поет української діяспори.
- Ілярій Сказінський (псевдо «Крига», «СВУ») — український військовик, діяч ОУН, районовий провідник.

### Перебували
- митрополит Андрей Шептицький
- 20-21 липня 1917 полковник Олександр Кутепов — російській військовий діяч, командир лейб-гвардійського Преображенського полку[7].

## Галерея

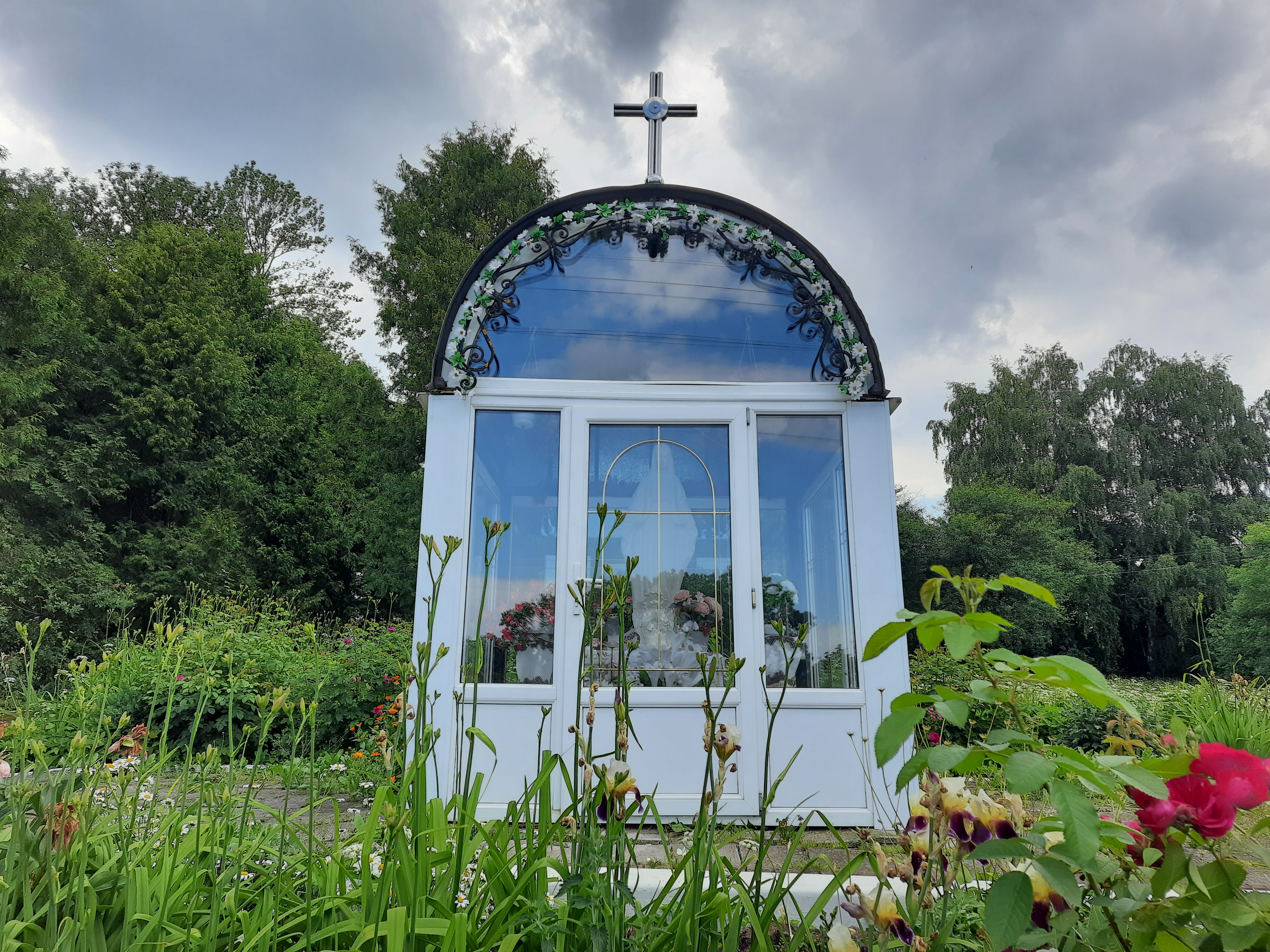
Капличка
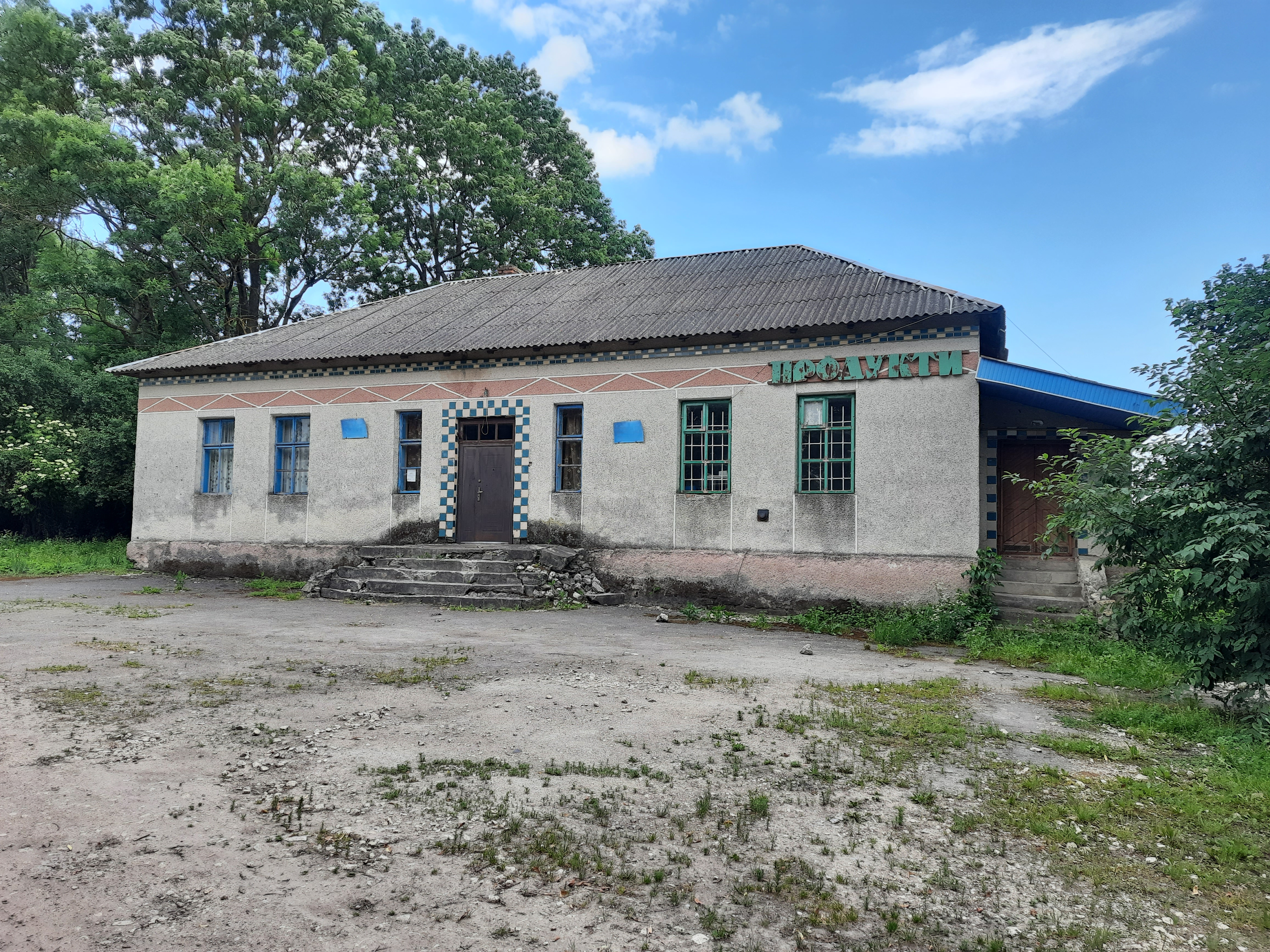
Крамниця
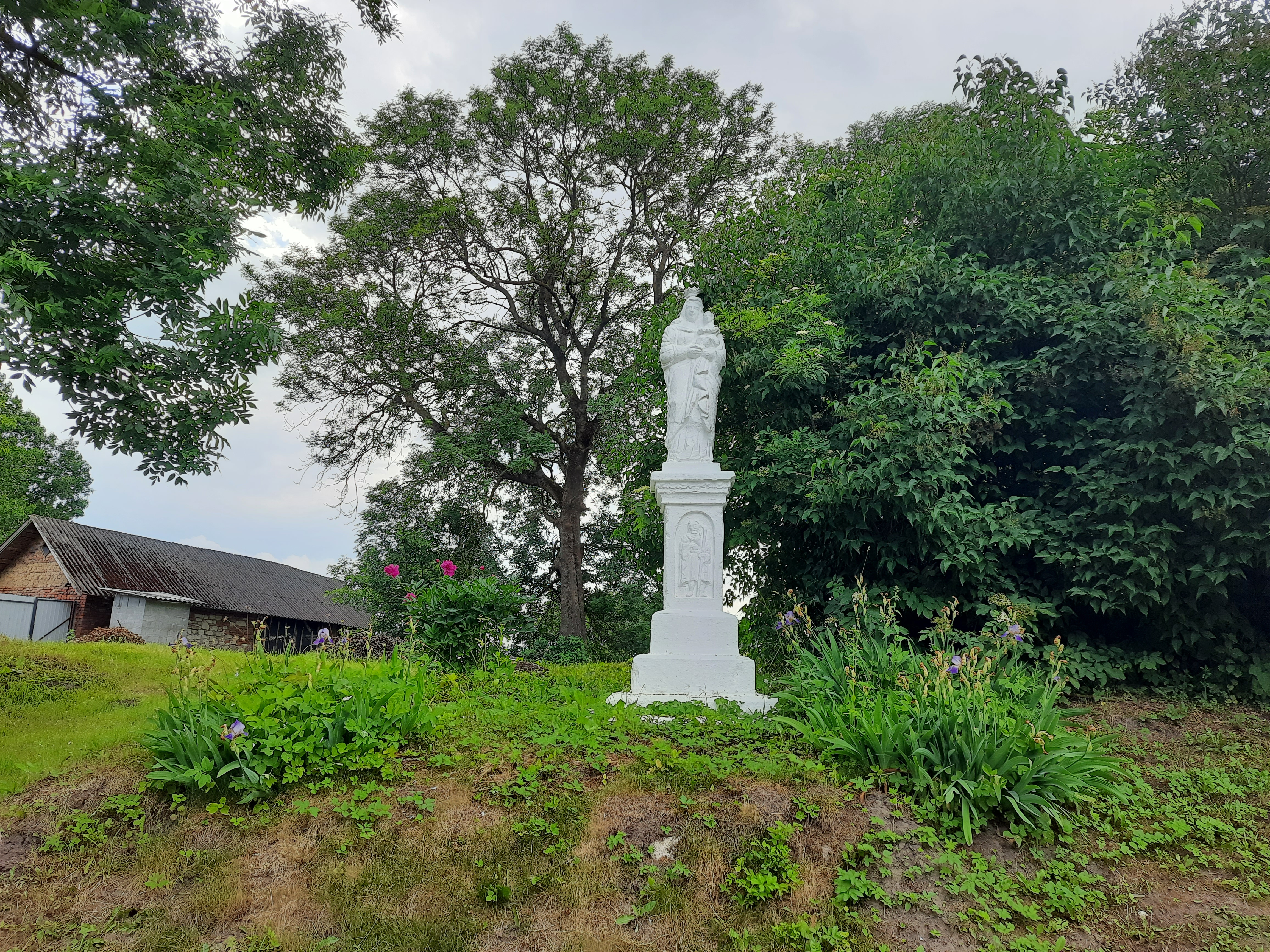
Статуя Божої Матері
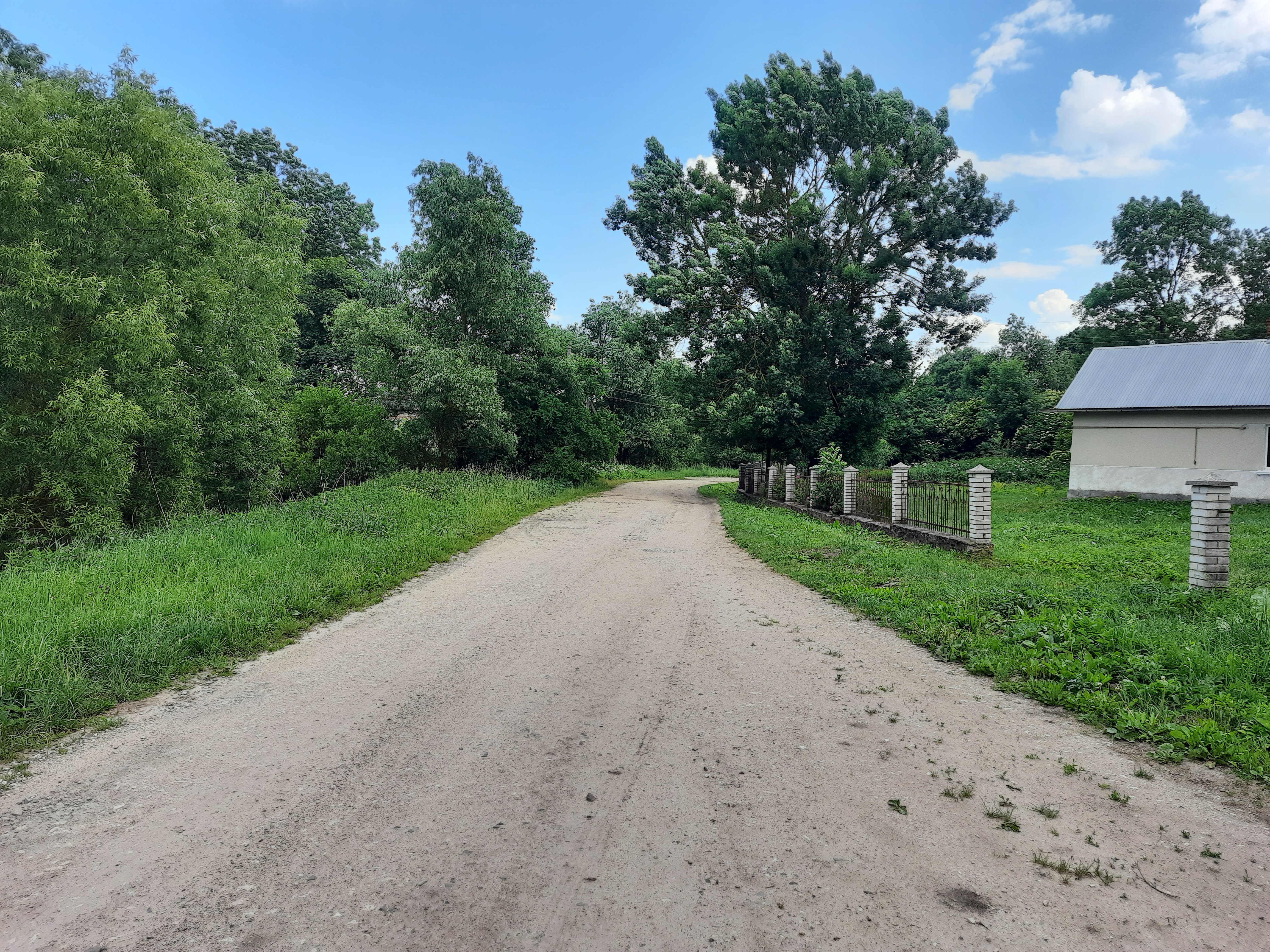
Околиця села
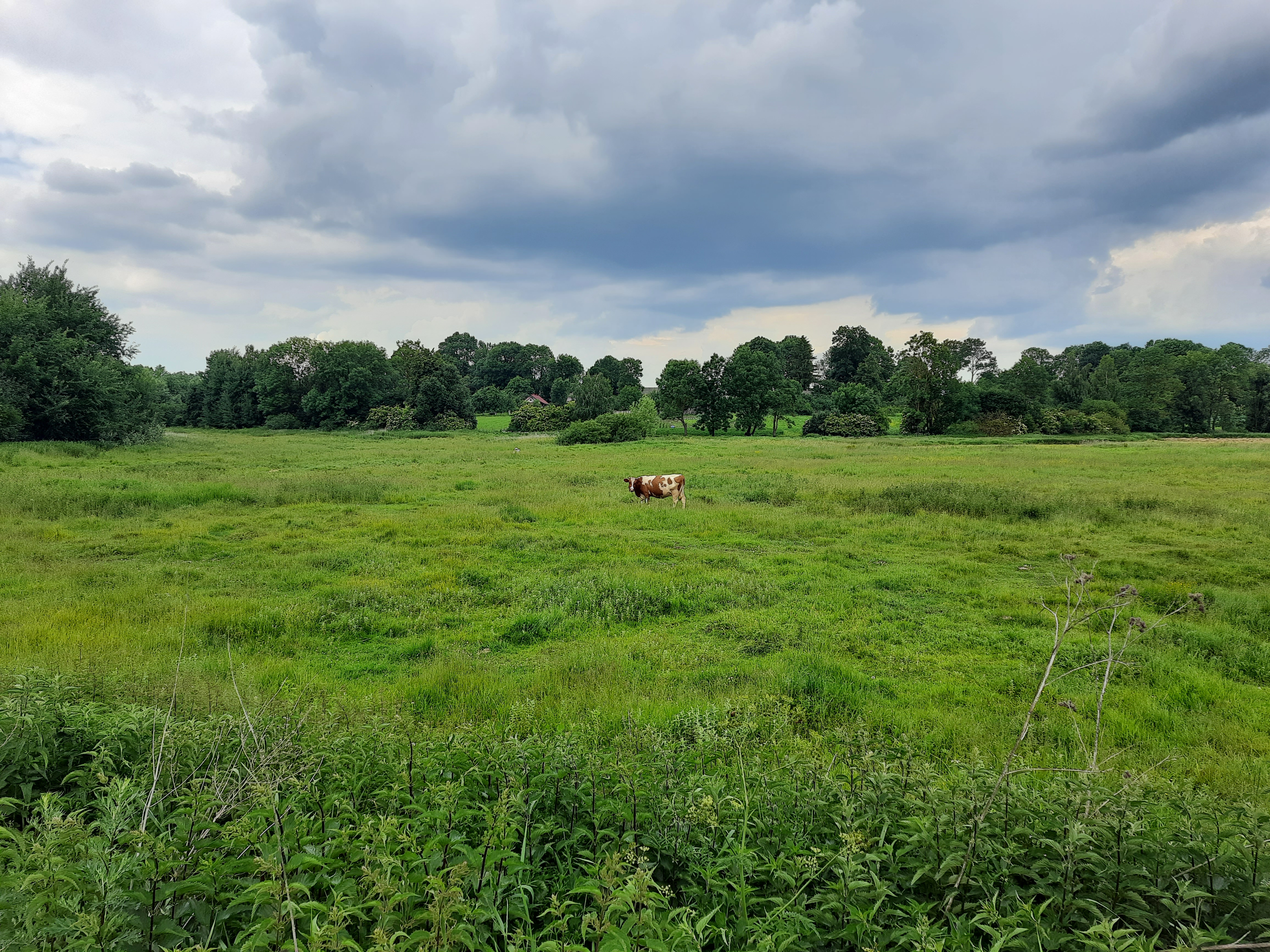
Краєвид біля села